# Rudi Cossey
Rudi Cossey [uitspraak: kɔ'sɪ] (Sint-Lambrechts-Woluwe, 2 augustus 1961) is een Belgisch voetbaltrainer en voormalig voetballer die als verdediger speelde. Hij is anno 2024 werkzaam als assistent-trainer bij Sporting Charleroi onder hoofdtrainer Rik De Mil.
Cossey was tussen 1995 en 2007 actief in de Eerste klasse als assistent-trainer van KSC Lokeren OV. Bij deze club mocht hij ook enkele keren opdraven als interim-hoofdcoach. Later werd hij trainer van toenmalig Tweedeklassers OH Leuven en RAEC Mons. In de zomer van 2010 keerde hij terug naar Lokeren als assistent-coach van Peter Maes. Op 11 juni 2015 kondigde kersvers landskampioen KAA Gent op haar website de komst aan van Cossey als nieuwe T2 onder Hein Vanhaezebrouck. Na amper een jaar werd Cossey bedankt voor bewezen diensten en moest hij plaatsmaken voor Peter Balette.

## Spelerscarrière
- 1980-1990 RWDM
- 1990-1995 Club Brugge
- 1995-1996 KSC Lokeren Oost-Vlaanderen

## Trainerscarrière
- 1995-2007 KSC Lokeren Oost-Vlaanderen (assistent-trainer)
- 2007-2008 OH Leuven
- 2008-2009 RAEC Mons (assistent-trainer)
- 2009-2009 RAEC Mons
- 2010-2015 KSC Lokeren Oost-Vlaanderen (assistent-trainer)
- 2015-2016 KAA Gent (assistent-trainer)
- 2016 KRC Genk (assistent-trainer)
- 2017-2019 Club Brugge (assistent-trainer)
- 2019 Cercle Brugge (assistent-trainer)
- 2020 Royal Antwerp FC (assistent-trainer)